# Colton Parayko
Colton Parayko (* 12. Mai 1993 in St. Albert, Alberta) ist ein kanadischer Eishockeyspieler, der seit März 2015 bei den St. Louis Blues in der National Hockey League unter Vertrag steht. Mit dem Team gewann der Verteidiger in den Playoffs 2019 den Stanley Cup. Zuvor beschritt er einen für NHL-Profis eher ungewöhnlichen Weg über die Alberta Junior Hockey League und die University of Alaska Fairbanks.

## Karriere

### Jugend und Universität
Colton Parayko begann im Alter von fünf Jahren mit dem Eishockeyspielen und war in seiner Jugend für diverse Junioren-Mannschaften in seiner Heimatstadt St. Albert aktiv. Im Jahr 2010 wechselte er zu den Fort McMurray Oil Barons in die zweitklassige Alberta Junior Hockey League; den Sprung in eine der drei höchsten kanadischen Junioren-Ligen schaffte der Verteidiger nicht und beschritt somit einen für spätere NHL-Profis eher ungewöhnlichen Weg. In seinem ersten Jahr bei den Oil Barons absolvierte Parayko 42 Spiele und kam dabei auf für einen Verteidiger durchschnittliche 12 Scorerpunkte, sodass er im NHL Entry Draft 2011 keine Berücksichtigung fand. Im Jahr darauf steigerte sich der Kanadier allerdings deutlich, erzielte 42 Punkte in 53 Spielen und wurde in der Folge an 86. Position im NHL Entry Draft 2012 von den St. Louis Blues ausgewählt.
Im Anschluss begann ein Parayko ein Studium der Betriebswirtschaftslehre (Business Administration) an der University of Alaska Fairbanks und spielte parallel für deren Eishockey-Team, die Alaska Nanooks, in der Western Collegiate Hockey Association (WCHA). Er verbrachte drei Jahre an der Universität und wurde in den Saisons 2013/14 und 2014/15 jeweils ins First All-Star Team und zum Defensivspieler des Jahres der WCHA gewählt; zudem führte er die Nanooks in der Spielzeit 2014/15 als Kapitän an.

### St. Louis Blues
Im März 2015 unterzeichnete Parayko einen Einstiegsvertrag bei den St. Louis Blues, die ihn bis zum Saisonende an ihr Farmteam aus der American Hockey League (AHL), die Chicago Wolves, abgaben. Dort debütierte er in der Folge im Profibereich und erzielte in den 17 verbleibenden Spielen der regulären Saison vier Tore und drei Vorlagen. Im Rahmen der Vorbereitung auf die Saison 2015/16 erspielte sich der Kanadier dann auf Anhieb einen Stammplatz im NHL-Aufgebot der Blues und debütierte somit am ersten Spieltag in der National Hockey League. In seiner ersten Saison absolvierte Parayko 79 Spiele und führte dabei alle Rookies der Liga in der Plus/Minus-Wertung (+28) an, sodass er ins NHL All-Rookie Team gewählt wurde. In der anschließenden off-season nahm er mit dem Team Nordamerika, einer Auswahl aus U23-Spielern Kanadas und der USA, am World Cup of Hockey 2016 teil. Nach der Saison 2016/17 debütierte der Verteidiger auf internationalem Niveau auch für die kanadische Nationalmannschaft, als er bei der Weltmeisterschaft 2017 die Silbermedaille gewann und ins All-Star Team des Turniers gewählt wurde.
Im Juli 2017 unterzeichnete Parayko bei den Blues einen neuen Fünfjahresvertrag, der ihm ein durchschnittliches Jahresgehalt von 5,5 Millionen US-Dollar einbringen soll. In den Playoffs 2019 gewann er mit dem Team den ersten Stanley Cup der Franchise-Geschichte. Im September 2021 erhielt er einen neuen Achtjahresvertrag in St. Louis, der ihm mit Beginn der Saison 2022/23 ein durchschnittliches Jahresgehalt von 6,5 Millionen US-Dollar einbringen soll.

## Erfolge und Auszeichnungen
| - 2014 WCHA First All-Star Team - 2014 WCHA Defensivspieler des Jahres - 2015 WCHA First All-Star Team | - 2015 WCHA-Defensivspieler des Jahres - 2016 NHL All-Rookie Team - 2019 Stanley-Cup-Gewinn mit den St. Louis Blues |

### International
- 2017 Silbermedaille bei der Weltmeisterschaft
- 2017 All-Star-Team der Weltmeisterschaft
- 2025 Gewinn des 4 Nations Face-Off

## Karrierestatistik
Stand: Ende der Saison 2024/25

### International
| Vertrat Kanada bei: - Weltmeisterschaft 2017 - Weltmeisterschaft 2018 - Weltmeisterschaft 2024 - 4 Nations Face-Off 2025 | Vertrat Team Nordamerika bei: - World Cup of Hockey 2016 |

(Legende zur Spielerstatistik: Sp oder GP = absolvierte Spiele; T oder G = erzielte Tore; V oder A = erzielte Assists; Pkt oder Pts = erzielte Scorerpunkte; SM oder PIM = erhaltene Strafminuten; +/− = Plus/Minus-Bilanz; PP = erzielte Überzahltore; SH = erzielte Unterzahltore; GW = erzielte Siegtore; 1 Play-downs/Relegation; Kursiv: Statistik nicht vollständig)